# Canada ai XVII Giochi olimpici invernali
Il Canada partecipò ai XVII Giochi olimpici invernali, svoltisi a Lillehammer, Norvegia, dal 12 al 27 febbraio 1994, con una delegazione di 95 atleti impegnati in dieci discipline.